# 2. florbalová liga mužů 2003/2004
2. florbalová liga mužů 2003/2004 byla druhou nejvyšší mužskou florbalovou soutěží v Česku v sezóně 2003/2004.
Základní část soutěže hrálo 12 týmů systémem dvakrát každý s každým. V této sezóně poprvé v 2. lize prvních šest týmů postoupilo do nadstavbové části o postup, ze které první dva týmy postoupily. Dalších šest týmů hrálo ve skupině o udržení, ze které poslední tři týmy sestoupily.
Na prvních dvou postupových místech skončily týmy FBK Sokol Mladá Boleslav a IBK PIGS BO Frýdek-Místek. Oba týmy postoupily do 1. ligy poprvé. Týmy v 1. lize nahradily sestupující týmy FBK Bohemians Praha a 1. SC Ostrava.

## Konečná tabulka soutěže
| Poř. | Tým                       | Záp.                     | Výh.                     | Rem.                     | Pro.                     | Branky                   | Body                     |
| ---- | ------------------------- | ------------------------ | ------------------------ | ------------------------ | ------------------------ | ------------------------ | ------------------------ |
| 1.   | FBK Sokol Mladá Boleslav  | 25                       | 20                       | 2/0                      | 3                        | 225 : 121                | 62                       |
| 2.   | IBK PIGS BO Frýdek-Místek | 25                       | 19                       | 2/1                      | 4                        | 217 : 141                | 60                       |
| 3.   | SK BOVYS Jihlava          | 25                       | 13                       | 2/1                      | 10                       | 179 : 169                | 42                       |
| 4.   | Tatran Střešovice B       | 25                       | 10                       | 6/2                      | 9                        | 138 : 147                | 38                       |
| 5.   | Orka Stará Boleslav       | 25                       | 9                        | 3/2                      | 13                       | 128 : 117                | 32                       |
| 6.   | USK Slávie Ústí n/L       | 25                       | 10                       | 2/0                      | 13                       | 151 : 201                | 32                       |
| 7.   | SKP Litolica Nymburk      | 24                       | 12                       | 1/0                      | 11                       | 112 : 119                | 37                       |
| 8.   | TJ Sokol Pardubice I      | 24                       | 9                        | 4/2                      | 11                       | 131 : 149                | 33                       |
| 9.   | FBC Pepino Ostrava B      | 24                       | 9                        | 1/1                      | 14                       | 196 : 119                | 29                       |
| 10.  | FBC JKS Lipník            | 24                       | 8                        | 2/1                      | 14                       | 122 : 166                | 27                       |
| 11.  | TJ JM Chodov B            | 24                       | 2                        | 3/0                      | 19                       | 194 : 144                | 9                        |
| 12.  | MDDM Ostrov               | Tým vystoupil ze soutěže | Tým vystoupil ze soutěže | Tým vystoupil ze soutěže | Tým vystoupil ze soutěže | Tým vystoupil ze soutěže | Tým vystoupil ze soutěže |

O pořadí na 5. a 6. místě rozhodla vzájemná utkání týmů Orka Stará Boleslav a USK Slávie Ústí n/L.